# Itame unicoloraria
Itame unicoloraria är en fjärilsart som beskrevs av Emile Enrico Ragusa. Itame unicoloraria ingår i släktet Itame och familjen mätare. Inga underarter finns listade i Catalogue of Life.